# Vuelo 3272 de Comair
El Vuelo 3272 de Comair fue un vuelo nacional estadounidense de Comair desde Cincinnati a Detroit el jueves 9 de enero de 1997. Mientras se acercaba para aterrizar, el avión Embraer EMB 120 Brasilia se estrelló a 29 kilómetros (18 millas) al suroeste del Aeropuerto Internacional de Detroit a las 15:54 EST. Los 26 pasajeros y los 3 miembros de la tripulación, murieron en el accidente.

## Pasajeros y tripulación
Había 26 pasajeros a bordo del Embraer 120, registrado como N265CA. Había dos miembros de la tripulación en la cabina y una azafata en la cabina. El capitán era Dann Carlsen (42 años), quien estaba al mando del vuelo 3272 en el momento del accidente. Tenía 5.329 horas de vuelo, incluidas 1.097 horas en el EMB-120. El primer oficial fue Kenneth Reece (29), quien era el segundo al mando de la aeronave y era el Piloto Volador (PF) en el Vuelo 3272. Reece tenía 2.582 horas de vuelo, de las cuales 1.494 fueron realizadas en el EMB-120.

## Accidente
El vuelo 3272 despegó del aeropuerto Internacional de Cincinnati/Norte de Kentucky a las 14:53. Menos de una hora después, los pilotos comenzaron a acercarse al Aeropuerto Metropolitano del Condado de Wayne de Detroit. El controlador de tránsito aéreo instruyó a los pilotos a descender a 4.000 pies (1.220 m) y girar a la derecha en un rumbo de 180 grados.
Aproximadamente 45 segundos después, se ordenó a los pilotos que giraran a la izquierda en un rumbo de 090 grados para interceptar el localizador. Durante el turno, el Capitán Carlsen hizo la declaración "Sí, se parece a su indicador de baja velocidad" y le pidió al Primer Oficial Reece que aumentara la potencia de los motores. Casi de inmediato, el avión se detuvo abruptamente. Giró violentamente 145 grados hacia la izquierda, hacia la derecha y nuevamente hacia la izquierda. Los pilotos perdieron el control y el vuelo 3272 se estrelló contra un campo rural en el municipio de Raisinville en el condado de Monroe, matando a los 29 a bordo.

## Consecuencias
La Junta Nacional de Seguridad en el Transporte determinó que la causa probable eran estándares inadecuados para las operaciones de formación de hielo durante el vuelo, específicamente el fracaso de la Administración Federal de Aviación para establecer velocidades mínimas de aire adecuadas para las condiciones de formación de hielo, lo que condujo a una pérdida de control cuando el avión acumuló una capa delgada. Acreción brusca de hielo en sus superficies de elevación.
Un factor que contribuyó fue la decisión de la tripulación de operar en condiciones de formación de hielo mientras estaba cerca del extremo inferior del sobre del vuelo mientras las aletas estaban retraídas. Comair no había establecido valores mínimos de velocidad aérea inequívocos para configuraciones de flaps y para vuelos en condiciones de formación de hielo. También, en contra de la recomendación del fabricante de aviones, no pudieron activar las botas de deshielo en las alas. Esto se debió a que la recomendación del manual de Comair contravenía a los fabricantes debido a una preocupación por el "puente", una preocupación retenida por aviones más antiguos que ya no era válida en aviones de nueva generación como el Embraer 120.
Como el lugar del accidente se encuentra en propiedad privada, se construyó un monumento en el Roselawn Memorial Park en La Salle, Michigan. Dos décadas después, los antiguos pilotos de Comair visitaron el lugar del accidente.

## Filmografía
Este accidente fue reseñado en la temporada 17 de la serie Mayday: Catástrofes aéreas, del canal National Geographic Channel en el episodio "Mito Mortal".